# Triphora (Orchideen)
Die Gattung Triphora aus der Familie der Orchideen (Orchidaceae) besteht aus 21 Arten. Sie kommen hauptsächlich im tropischen Amerika vor, eine Art auch im östlichen Nordamerika.

## Beschreibung

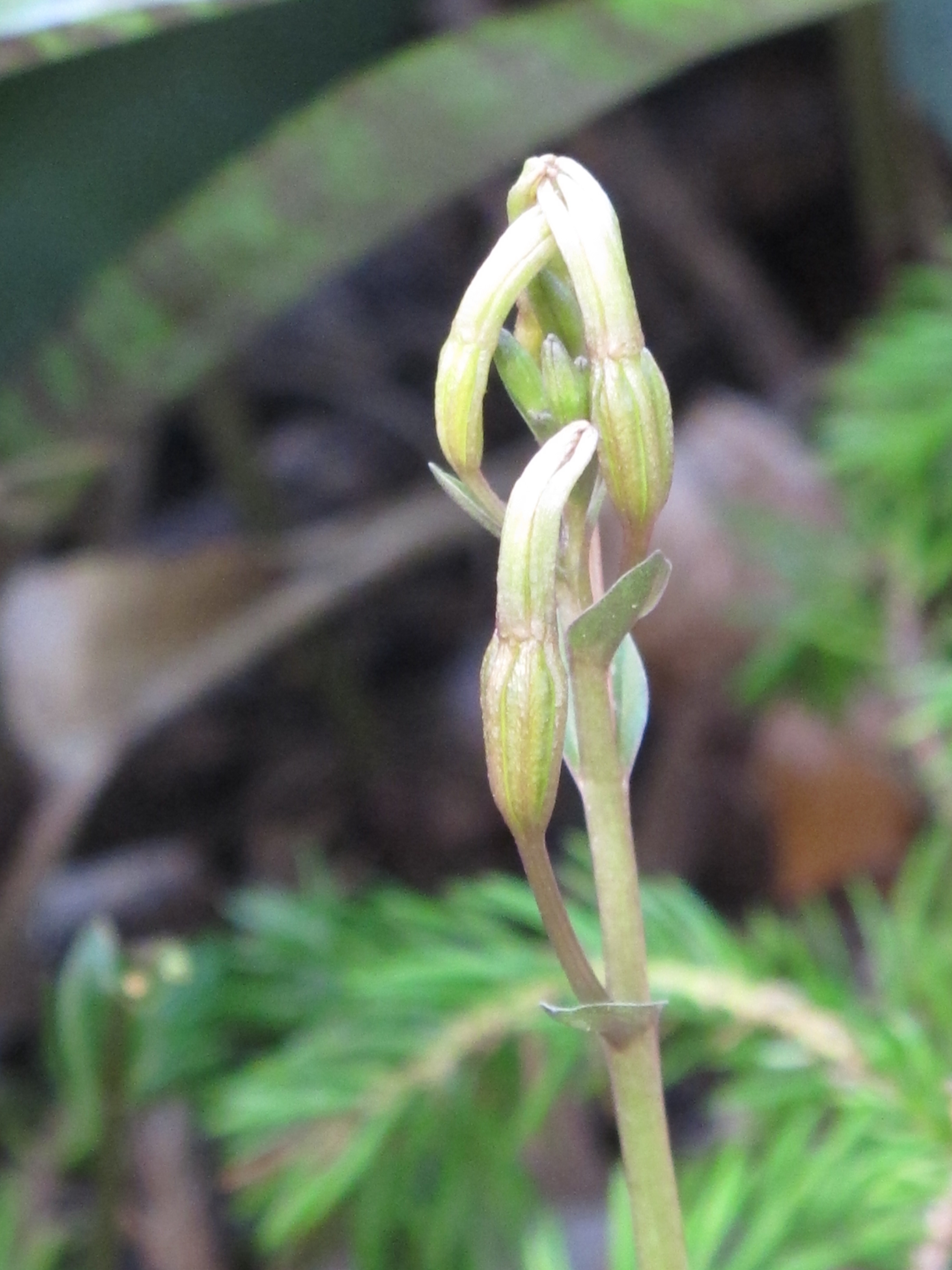
Triphora gentianoides

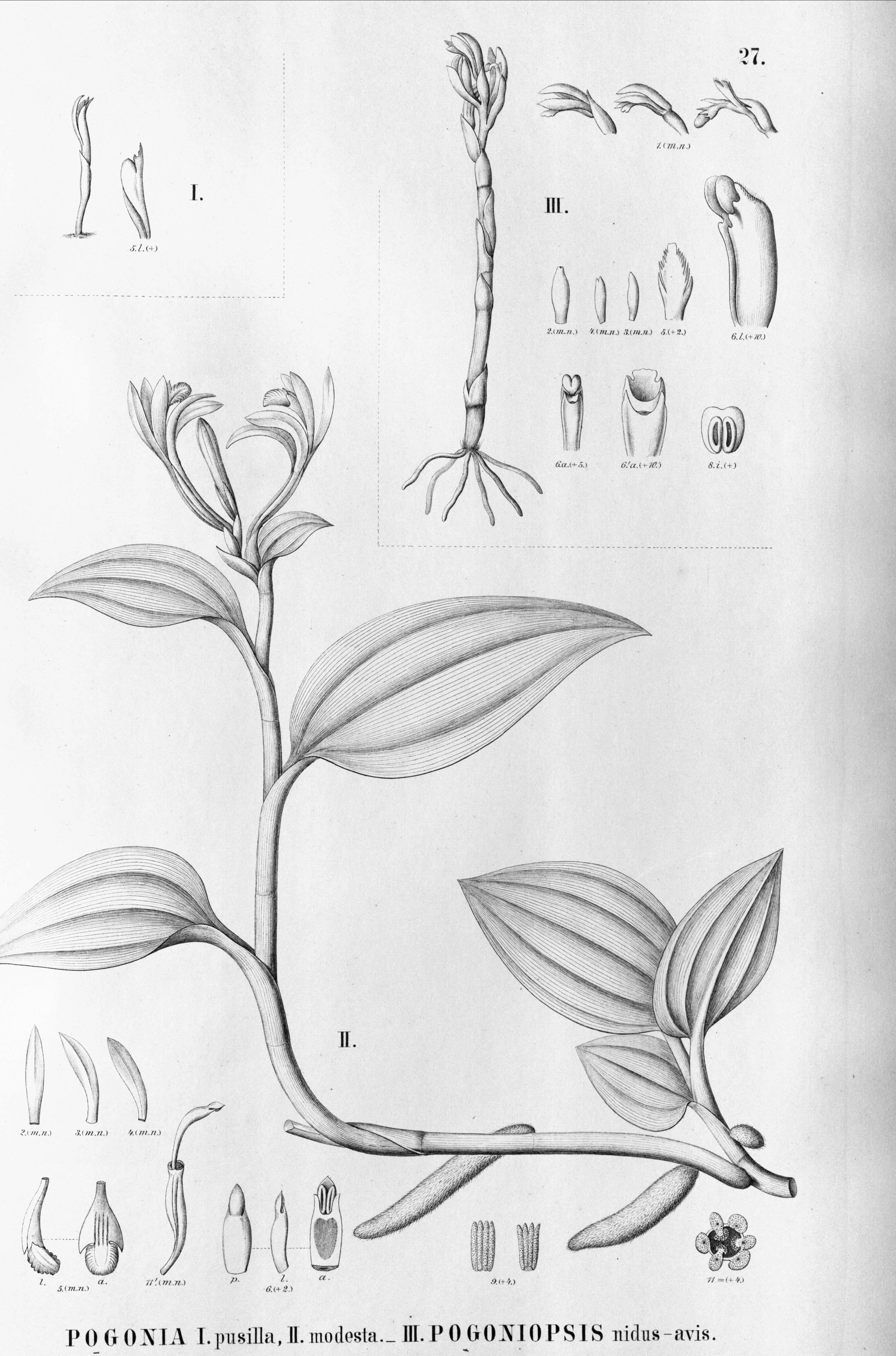
Illustration von Triphora pusilla (Syn.: Pogonia pusilla, oben links). Oben rechts ist Pogoniopsis nidus-avis dargestellt, unten Psilochilus modestus (=Pogonia modesta)

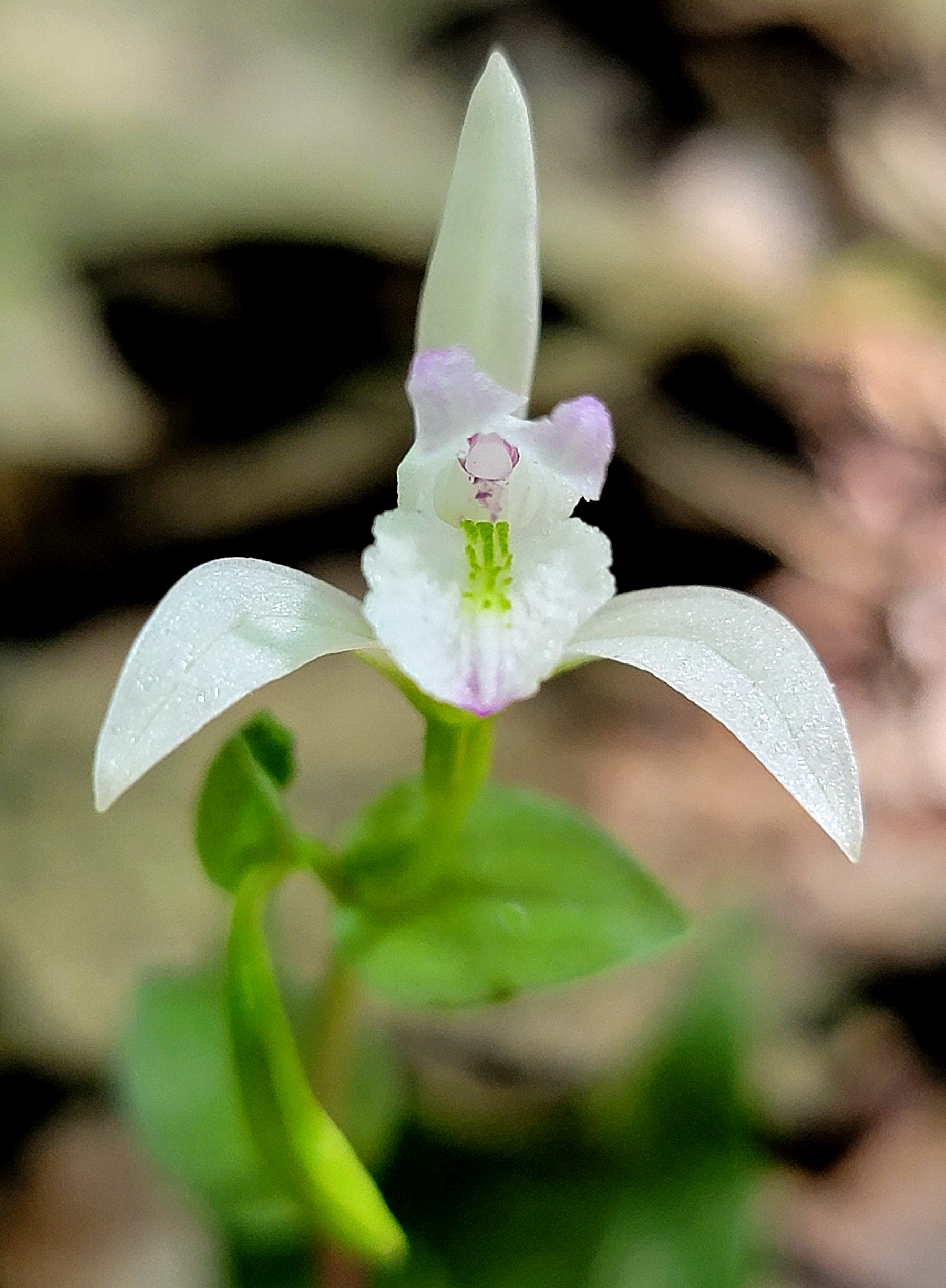
Triphora trianthophoros

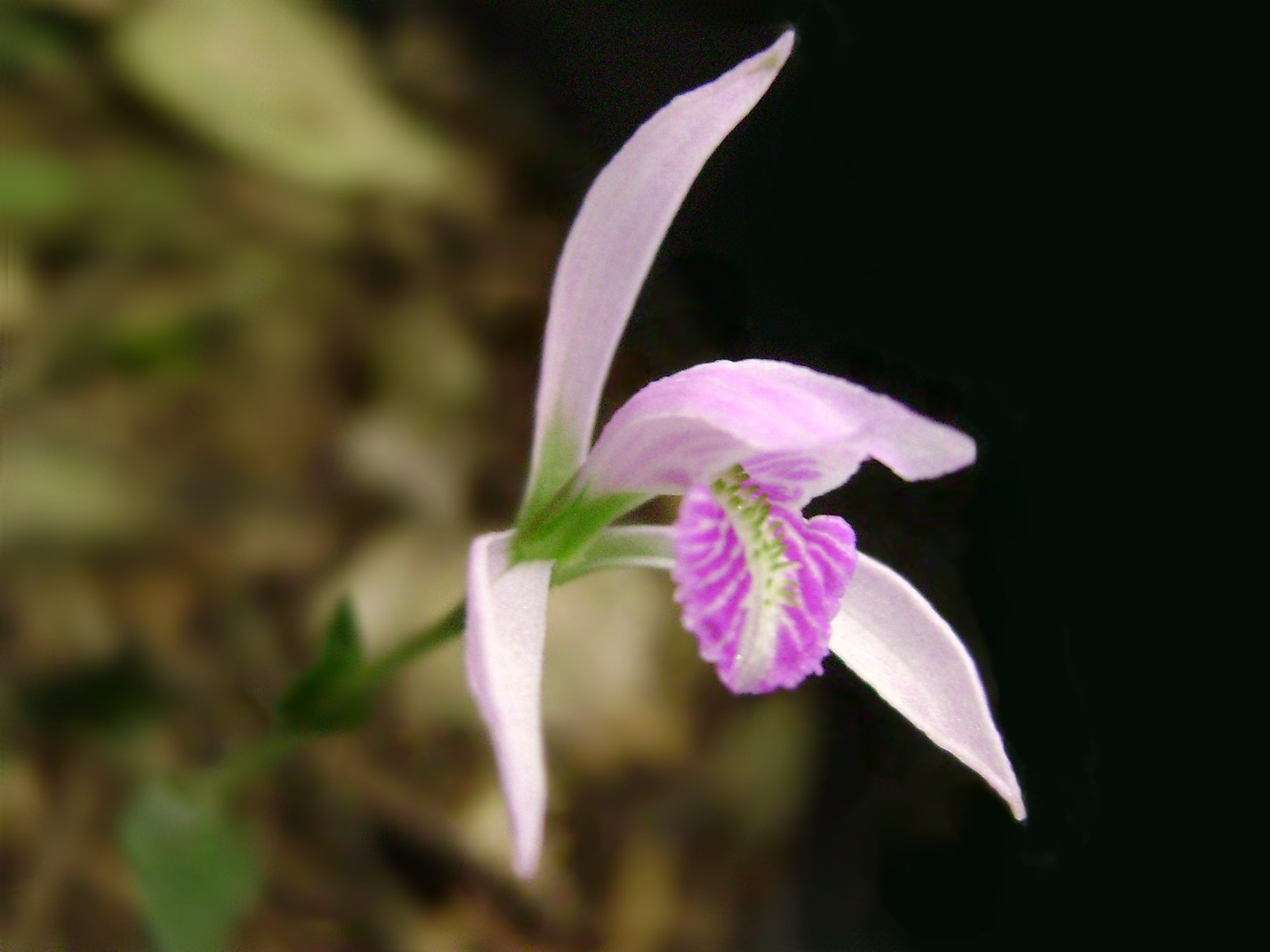
Triphora uniflora

Die Triphora-Arten sind krautige Pflanzen, sie betreiben Photosynthese oder ernähren sich mykoheterotroph. Ein Rhizom fehlt oder ist nur sehr kurz. Ein oder mehrere Wurzeln sind fleischig und knollig verdickt. An der Basis des Sprosses befinden sich faserige Wurzeln, die in einiger Entfernung Knöllchen bilden können. Der Spross ist schlank und trägt wenige, am Spross verteilte Blätter. Die Blätter sind zweizeilig angeordnet, die Blattspreite ist lanzettlich bis oval, der Blattgrund umfasst den Spross. Häufig sind die Blätter stark reduziert, die Blattfarbe ist ein rötliches Grün. Die Blätter sind längs mehrerer Blattadern gefältelt (plikat) oder glatt und in der Knospe gerollt (convolut). Der Blattrand ist glatt oder leicht gesägt.
Die Exemplare einer Population blühen oft genau gleichzeitig. Die einzelne Blüte hält nur einen Tag, die Blüten eines Blütenstands blühen nacheinander auf. Der Blütenstand enthält ein bis zehn Blüten, die – je nach Art – resupiniert sind oder nicht. Die Tragblätter gleichen den obersten Laubblättern. Der Fruchtknoten ist schmal spindelförmig. Die Blütenblätter sind nicht miteinander verwachsen, sie sind weiß bis rosa gefärbt. Die Sepalen und seitlichen Petalen sind einander ähnlich, lanzettlich geformt. Das dorsale Sepal ist konkav bis kapuzenförmig gebogen, die seitlichen Sepalen sind asymmetrisch und leicht sichelförmig gebogen. Die Lippe ist an der Basis keilförmig verschmälert, die Spreite ist dreilappig. Auf der Spreite befinden sich drei längs verlaufende, gelb oder rosa gefärbte Leisten. Die Säule ist weiß oder hellgrün, gerade und leicht keulenförmig. Die Narbe ist einfach oder zweilappig. Das Staubblatt enthält zwei Pollinien, die von mehliger Konsistenz sind. Die Kapselfrucht ist oval bis umgekehrt-eiförmig, mit sechs längs verlaufenden Leisten.

## Verbreitung
Die Arten der Gattung Triphora sind im tropischen Süd- und Mittelamerika verbreitet. Triphora triantophora hat ein Verbreitungsgebiet weiter nördlich im Osten Nordamerikas. Es werden meist feuchte Wälder bis in Höhenlagen von 3000 Meter besiedelt. Die Ausbreitung könnte von Südamerika aus nach Norden erfolgt sein.

## Systematik und botanische Geschichte
Die Gattung Triphora wurde 1818 von Thomas Nuttall in The Genera of North American Plants Band 2, Seite 192 aufgestellt. Der Name Triphora setzt sich aus den griechischen Worten τρί- tri-, „drei“, und φορέειν -phora, „tragen“, zusammen; er könnte sich auf die Anzahl der Blüten in einem Blütenstand oder auf die Zahl der Leisten auf der Lippe beziehen.
Nuttall selbst gibt en, er habe den Namen durch Vereinfachung aus Trianthophoros von Leonard Plukenet übernommen.
Die Zuordnung zur Tribus Triphoreae stammt von Dressler. Er gab als nächste Verwandte die Gattungen Monophyllorchis und Psilochilus an. Diese Einordnung wurde auch durch neuere DNA-Untersuchungen bestätigt, die Verwandtschaftsverhältnisse innerhalb der Triphoreae stellen sich wie folgt dar:
|  | \| \| Triphora \| \| \| \| \| \| Psilochilus \| \| \| \| |
|  |                                                          |
|  | Monophyllorchis                                          |
|  |                                                          |
|  | Triphora                                                 |
|  |                                                          |
|  | Psilochilus                                              |
|  |                                                          |

|  | Triphora    |
|  |             |
|  | Psilochilus |
|  |             |

Es sind 25 gültige Arten (2024) bekannt:
- Triphora amazonica Schltr.: Sie kommt in Florida, in der Karibik und im nördlichen Südamerika bis Brasilien vor.[6]
- Triphora carnosula (Rchb.f.) Schltr.: Sie kommt im nördlichen Brasilien vor.[6]
- Triphora craigheadii Luer: Sie kommt in Florida vor.[6]
- Triphora debilis (Schltr.) Schltr.: Sie kommt von Mexiko bis Panama vor.[6]
- Triphora duckei Schltr.: Sie kommt im nördlichen Brasilien vor.[6]
- Triphora foldatsii Carnevali: Sie kommt in Kolumbien und in Venezuela vor.[6]
- Triphora galeanoi Szlach., Baranow & Mytnik: Die 2014 erstbeschriebene Art kommt in Kolumbien vor.[6]
- Triphora gallegosii Figueroa, Zabalg., Velázquez-R. & R.Jiménez: Sie wurde 2023 aus dem zentralen und südwestlichen Mexiko beschrieben.[7]
- Triphora gentianoides (Sw.) Nutt. ex Ames & Schltr.: Sie kommt von Florida bis ins tropische Amerika vor.[6]
- Triphora giraldoi Szlach. & Kolan.: Sie wurde 2020 aus Kolumbien erstbeschrieben.[7]
- Triphora hassleriana (Cogn. ex Chodat & Hassl.) Schltr.: Sie kommt von Ecuador bis ins nördliche Argentinien, in Mexiko und in der Karibik vor.[6]
- Triphora heringeri Pabst: Sie kommt in Brasilien vor.[6]
- Triphora miserrima (Cogn.) Acuña: Sie kommt in Kolumbien und von Kuba bis Hispaniola vor.[6]
- Triphora nitida (Schltr.) Schltr.: Sie kommt in Costa Rica vor.[6]
- Triphora pinensis Soto Calvo, Esperon & Sauleda: Sie wurde 2021 aus Kuba erstbeschrieben.[7]
- Triphora pusilla (Rchb.f. & Warm.) Schltr. (Syn.: Pogonia pusilla Rchb.f. & Warm.): Sie kommt in Minas Gerais in Brasilien vor.[7]
- Triphora pygmea Szlach. & Kolan.: Sie wurde 2020 aus Kolumbien erstbeschrieben.[7]
- Triphora ravenii (L.O.Williams) Garay: Sie kommt in Costa Rica und in Panama vor.[6]
- Triphora santamariensis Portalet: Sie kommt in Brasilien vor.[6]
- Triphora surinamensis (Lindl. ex Benth.) Britton: Sie kommt von der Karibik bis ins nördliche Brasilien vor.[6]
- Triphora trianthophoros (Sw.) Rydb.: Sie kommt in zwei Unterarten vom östlichen Kanada und den östlichen Vereinigten Staaten bis Honduras vor.[6]
- Triphora uniflora  A.W.C.Ferreira, Baptista & Pansarin.: Sie kommt in Brasilien vor.[6]
- Triphora vichadaensis Szlach., Baranow & Mytnik: Sie wurde 2014 aus Kolumbien erstbeschrieben.[7]
- Triphora wagneri Schltr.: Sie kommt vom südlichen Mexiko bis Ecuador vor.[6]
- Triphora yucatanensis Ames: Sie kommt in Florida und im südöstlichen Mexiko vor.[6]

## Weiterführendes
- Liste der Orchideengattungen